# طاووس (فیلم ۲۰۲۳)
طاووس (آلمانی: Der Pfau) یک فیلم بلند جنایی-کمدی آلمانی-بلژیکی است که در سال ۲۰۲۳ منتشر شد. نخستین اکران این فیلم در شهر کلن آلمان در تاریخ ۱ مارس ۲۰۲۳ صورت پذیرفت و سپس در ۱۶ مارس ۲۰۲۳ به‌طور گسترده در سینماهای آلمان و اتریش اکران شد.

## گزیدهٔ بازیگران
- لاوینیا ویلسون
- سرکان کایا
- تام شیلینگ
- داوید کروس
- یورگن فوگل
- سونیا یونگ
- آنته فریر
- دومیتیلا باروس
- پیتر ترابنر
- فیلیپ جکسون